# Abigail Adams
Pour les articles homonymes, voir Abigaïl.
Abigail Adams née Smith le 11 novembre 1744 et morte le 28 octobre 1818 est la Première dame des États-Unis en tant qu'épouse de John Adams, deuxième président des États-Unis. Elle est également la mère de John Quincy Adams, le sixième président américain.
Elle a acquis une certaine notoriété grâce aux nombreuses lettres adressées à son mari lorsqu'il siégeait au sein des Congrès continentaux à Philadelphie. En effet, John Adams consulte souvent  son épouse sur nombre de sujets et leurs lettres témoignent de fines discussions sur l'art de gouverner et sur la politique. Ces lettres sont des témoins inestimables de l'époque de la guerre d'indépendance et d'excellentes sources des commentaires politiques d'alors.

## Jeunesse et famille

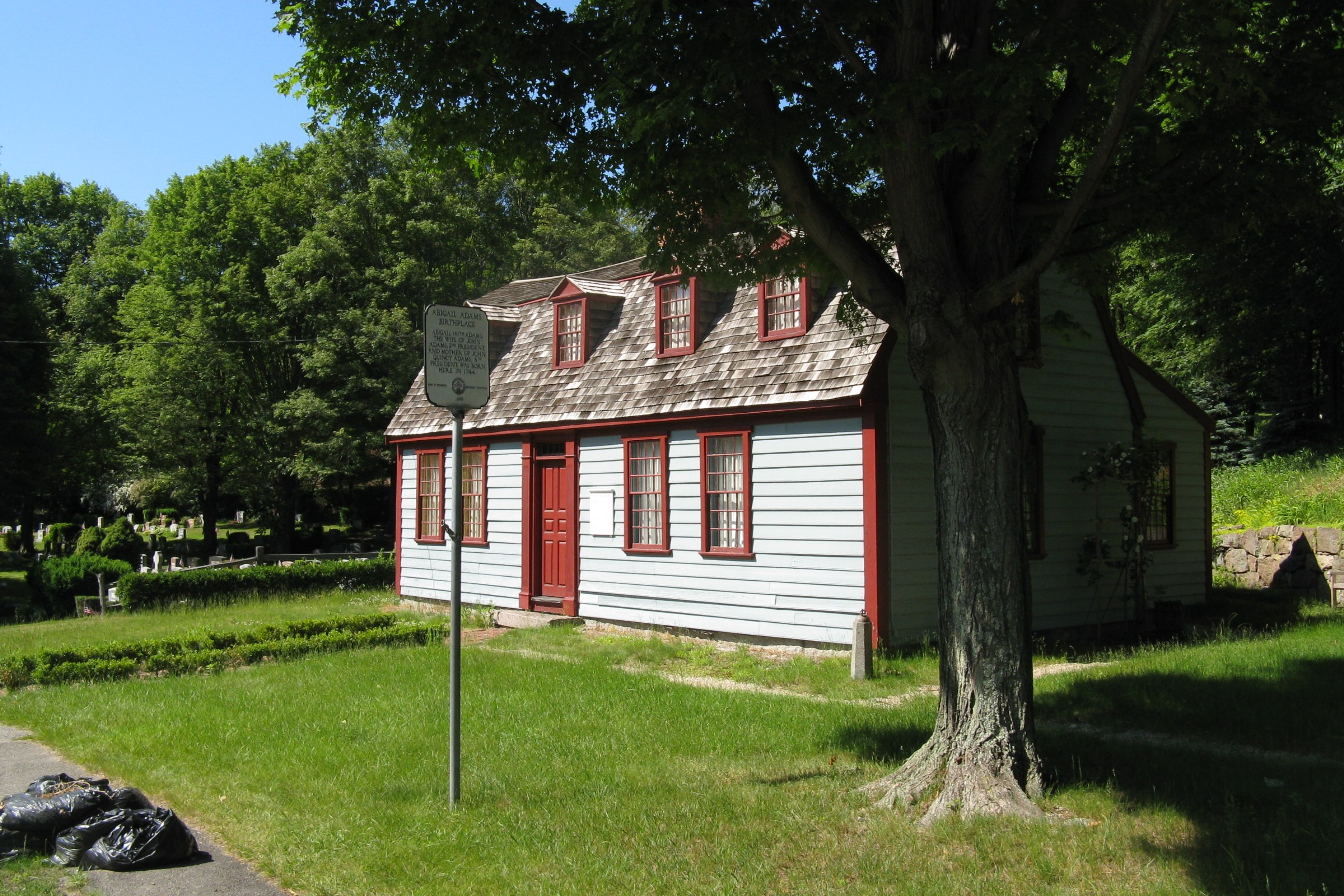
Lieu de naissance d'Abigail Adams à Weymouth, dans le Massachusetts.

Abigail est née à l'église congrégationaliste de la Paroisse nord de Weymouth, dans le Massachusetts, le 11 novembre 1744 ; elle est la fille du pasteur William Smith (1707-1783) et d'Elizabeth Quincy Smith dont les ancêtres  comptent parmi des pasteurs et dirigeants de l'Église congrégationaliste au sein d'une société qui tient le clergé en haute estime. Son père est un congrégationaliste libéral qui ne prêche pas la prédestination, le péché originel ni la pleine divinité du Christ, préférant mettre l'accent sur la raison et la moralité.
Bien qu'Abigail Smith ne suive pas d'études à proprement parler, sa mère lui enseigne, ainsi qu'à ses sœurs Mary (1746-1811) et Elizabeth, la lecture, l'écriture et le calcul ; les riches bibliothèques de leur père, de leur oncle et de leur grand-père leur permettent d'étudier la littérature anglaise, mais aussi française. Abigail est une intellectuelle ouverte d'esprit, et ses idées sur les droits des femmes et le gouvernement joueront un rôle important, bien qu'indirect, dans la naissance des États-Unis.

## Mariage avec John Adams

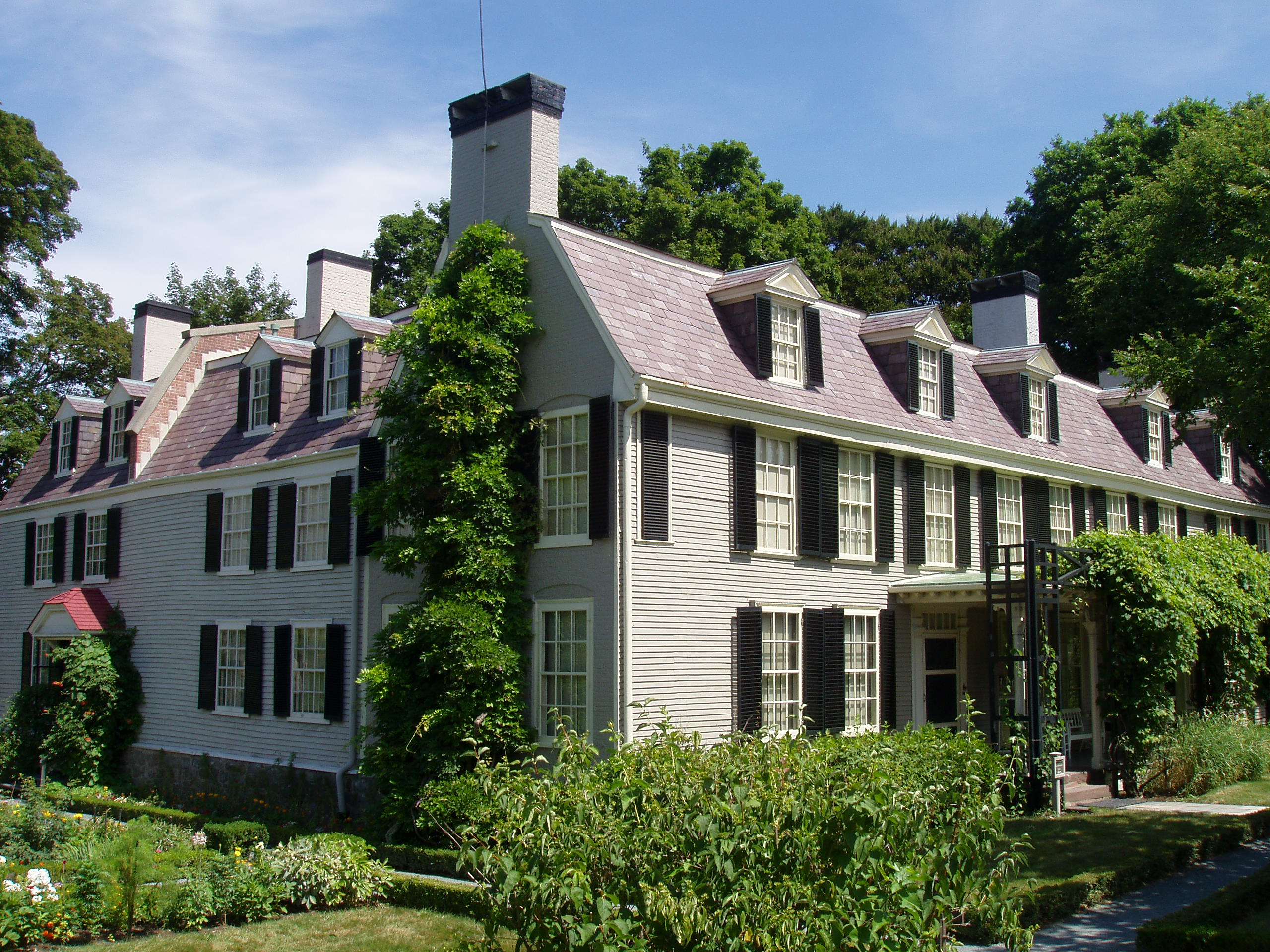
La maison des Adams, « Old House » (ou Peacefield) à Quincy.

Abigail Smith rencontre John Adams en 1759 et tous deux échangent des lettres d'amour jusqu'en 1762; John l'appelle Miss Adorable et Abigail, Dearest Friend. Ils se marient le 25 octobre 1764, peu avant le vingtième anniversaire d'Abigail. Ils vivent dans une ferme à Braintree (qui sera plus tard rebaptisé Quincy) dans le Massachusetts avant de s'installer à Boston où il pratique le droit. Sur une période de dix ans, elle donne naissance à cinq enfants: 
Abigail (1765-1813), le futur président John Quincy Adams (1767-1848), Susanna Boylston (1768-1770), Charles (1770-1800) et Thomas Boylston (1772-1832). Un sixième enfant, Elizabeth, naît en 1775. Elle s'occupe seule de la famille quand son mari voyage en tant que juge itinérant.
En 1784, elle rejoint, avec sa fille Abigail, son mari et son fils aîné, John Quincy, qui occupe poste de diplomate à Paris. Après 1785, elle tient un rôle d'épouse du premier ambassadeur des États-Unis en Grande-Bretagne. Ils rentrent en 1788 et vivent dans une maison connue sous le nom de « Old House » à Quincy, qu'elle agrandit et remodèle à son idée. La résidence est aujourd'hui ouverte au public. Elle fait partie du Adams National Historical Park.

## Deuxième dame des États-Unis
En tant qu'épouse du vice-président, Abigail, Deuxième dame des États-Unis, devient une amie de Martha Washington, Première dame, et offre une aide précieuse lors des réceptions officielles, grâce à son expérience des cours et des bonnes sociétés étrangères. Après 1791, sa santé la contraint à passer l'essentiel de son temps à Quincy. Elle est cependant résolue face à la maladie et aux problèmes; comme elle l'écrira, elle n'oublie « pas les bienfaits qui adoucissent l'existence ».

## Première dame des États-Unis
Quand John Adams est élu président des États-Unis, elle continue à organiser les réceptions en tant que Première dame et devient la première hôtesse d'une Maison-Blanche encore en travaux. La ville est encore un terrain vague et la demeure du président, un vaste chantier. Elle s'en plaint à sa famille, dans ses lettres qui nous fournissent un témoignage précis des trois mois qu'elle passe à Washington, organisant de son mieux dîners et réceptions. Elle note, par exemple, que les feux de cheminée doivent être allumés en permanence pour réchauffer cette froide et caverneuse demeure. Elle indique aussi qu'elle doit mettre son linge à sécher dans l'une des grandes pièces. Contrairement à Martha Washington, elle prend une part active à la politique. Elle est même si active en ce domaine que les opposants politiques la surnomment Mrs. President . Elle donne son avis sur certaines nominations ministérielles ou de conseillers et sur l'intérêt de mener une guerre, poussant aussi son mari à limiter la liberté de la presse, ce qui participe à entacher l'héritage de sa présidence.
Les Adams se retirent à Quincy en 1801 après la non réélection de John Adams en tant que président. Elle suit cependant attentivement la carrière politique de son fils, comme le prouvent les lettres qu'elle écrit à divers contemporains.

## Son décès

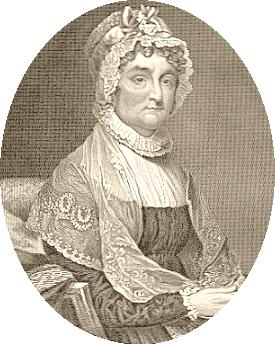
Abigail Adams.

Abigail Adams meurt de la fièvre typhoïde, le 28 octobre 1818, quelques années avant que son fils ne devienne président. Elle repose auprès de son mari dans une crypte de la United First Parish Church (également connue comme Church of the Presidents) à Quincy. Elle a alors 73 ans ; John Adams en aura 90 à sa mort.
Ses derniers mots à son époux furent « Ne sois pas triste mon ami, mon très cher ami. Je suis prête à m'en aller. Et John, ce ne sera pas long. »

## Idées politiques

### Droits des femmes
Adams est une partisane du droit de propriété des femmes mariées ; elle souhaite que davantage d'opportunités leur soient offertes, en particulier dans le domaine de l'éducation. Selon elle, les femmes ne doivent pas se soumettre à des lois qui sont contraires à leurs intérêts, ni se contenter du rôle de compagnes. Elles doivent étudier et être reconnues pour leurs capacités intellectuelles : c'est ainsi qu'elles pourront influencer l'existence de leurs enfants et de leur mari. Dans une célèbre lettre de mars 1776, adressée à son mari qui siège alors au Congrès continental, elle demande :
« ... pensez aux femmes et soyez-leur plus généreux et favorables que vos ancêtres. Ne remettez pas tous les pouvoirs entre les mains de leur époux. Souvenez-vous que tout homme ne demande qu'à devenir un tyran. Si une attention particulière n'est pas accordée aux femmes, nous sommes déterminées à fomenter une rébellion; et nous ne nous sentirons pas tenues de respecter des lois votées en l'absence de toute voix et de toute représentation féminine. »
À quoi John répondra : « ...quant à votre extraordinaire code juridique, je ne peux qu'en rire... Dépendant de lui, nous savons parfaitement réfréner notre système masculin... »

### Esclavage
Comme son mari, elle croit que l'esclavage n'est pas seulement diabolique, mais qu'il constitue une menace pour l'expérience démocratique américaine. Dans une lettre du 31 mars 1776, elle explique qu'elle doute que la plupart des Virginiens aient une telle « passion pour la Liberté », alors qu'ils « privent leur prochain » de liberté.
Un incident notable se produit à Philadelphie en 1791 : un jeune homme noir, libre, se présente à sa porte, demandant à apprendre à écrire. Elle place le garçon dans un cours du soir, malgré les protestations du voisinage. Abigail répond « qu'il est un homme libre autant qu'aucun de ces jeunes gens ; quant à sa face  noire, n'est-ce pas un argument supplémentaire pour ne pas lui refuser l'instruction ? Comment pourra-t-il obtenir un gagne-pain ? (…) Je ne verrais aucune honte à l'accueillir dans mon salon pour lui apprendre à lire et à écrire. »

## Hommages posthumes

### Mémorial
On envisage d'élever un Adams Memorial à Washington pour honorer Abigail, son mari et les autres membres de sa famille. L'Abigail Adams Cairn est érigé au sommet de la colline où, avec son fils John Quincy, elle a assisté de loin à la Bataille de Bunker Hill et à l'incendie de Charlestown. À cette époque, elle s'occupait aussi des enfants de Joseph Warren, président du Congrès de la province du Massachusetts, tué lors de la bataille.
Elle est inscrite au National Women's Hall of Fame.

### Théâtre
Certains passages de ses lettres à son mari sont repris dans la comédie musicale de Broadway, 1776.

### Télévision
Le rôle d'Abigail Adams est joué par Kathryn Walker, en 1976, dans la série The Adams Chronicles de PBS. Dans la série John Adams, de HBO, en 2008, c'est Laura Linney qui joue son rôle. Dans la série Sleepy Hollow de la FOX c'est Michelle Trachtenberg qui incarne Abigail Adams.

### Monnaie
Le First Spouse Program du Presidential $1 Coin Act autorise la United States Mint à produire des pièces de 10 dollars or, d'une demie once, ainsi que des copies en bronze en l'honneur des premières dames. La pièce d'Abigail Adams est émise le 19 juin 2007.

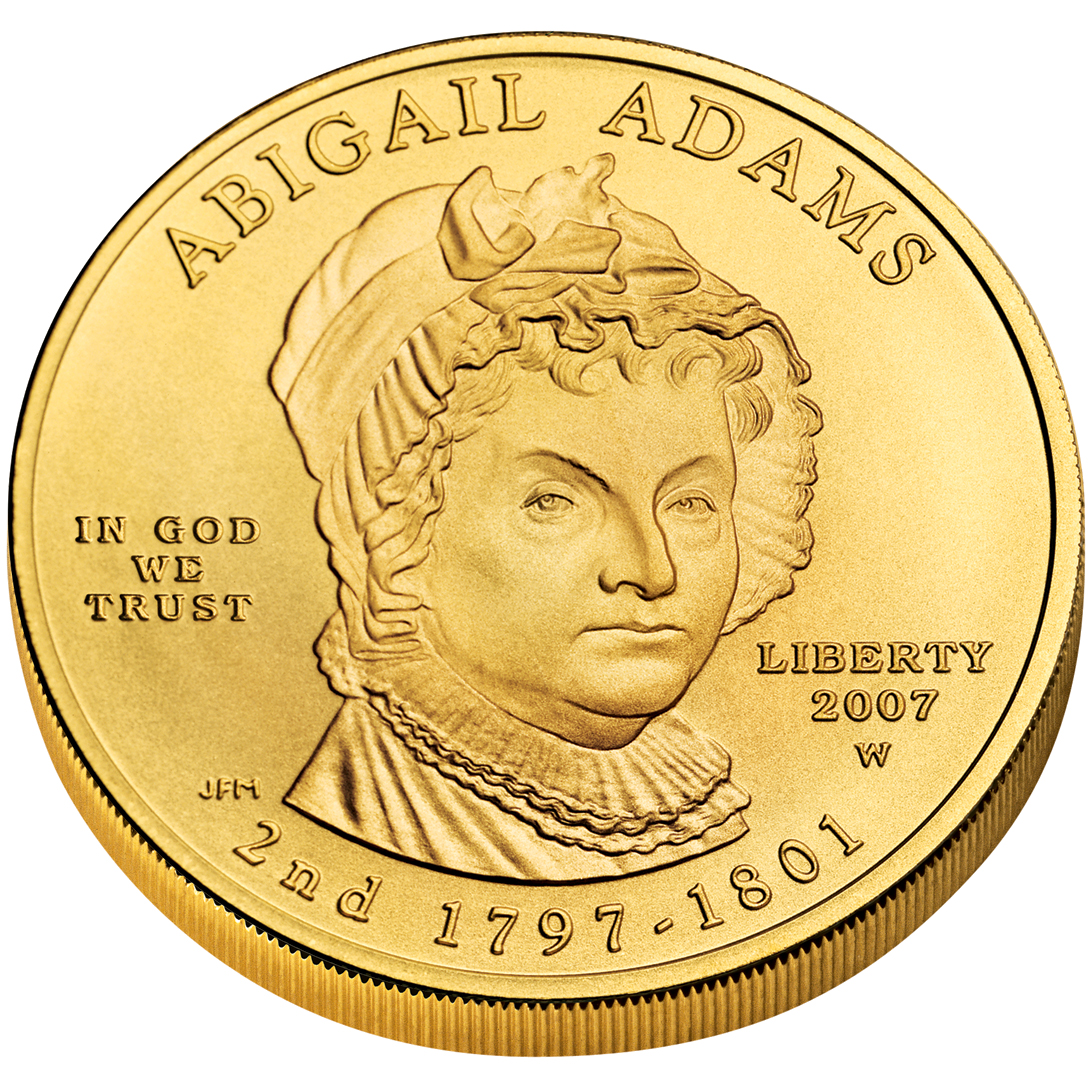
Recto.
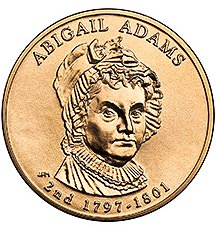
Face (médaille en bronze).